# Idan Zareski
Idan Zareski est un sculpteur franco-israélien né en 1968 à Haïfa, en Israël. L'artiste a vécu dans plusieurs pays dans lesquels il a connu différentes cultures et modes de vie. Désormais installé à Miami, en Floride, il exprime à travers son art et sa technique les impressions que ces expériences lui ont laissées.

## Biographie

### Sculpteur autodidacte
Idan Zareski est un sculpteur autodidacte franco-israélien né en 1968 à Haïfa, en Israël. En combinant ses idées avec des matériaux comme la résine ou le bronze, Idan Zreski crée des corps en mouvement équilibrés ou figés dans l'espace, des projets de sculpture qui seront finalisés dans son atelier de Miami, en Floride. L'artiste n'a jamais suivi de cours d'art ou d'anatomie, il suit son instinct et ses émotions plutôt que des dessins ou des croquis, quatre-vingt dix pour cent de ses créations sont façonnées en moins d'une heure. Les souvenirs de son enfance, principalement passée en Afrique, représentent sa principale source d' inspiration, l'artiste recrée ce dont il a été témoin tout en laissant place à l'improvisation pour nous amener le Bigfoot Family Project.

### Un appel pacifique à l'espoir
Une famille Bigfoot est née, Babyfoot, Bigfoot, Ladyfoot, Grandpafoot, Grandmafoot, Longfoot, Coolfoot, Le Siffleur et La Nena sont parmi les membres de l'équipe. Chacun possède sa propre caractéristique tout en gardant un symbolisme familier commun, ces grands pieds, qui représentent nos racines, et notre attachement à la même planète, la Terre. Selon l'artiste « quelle que soit notre race ou notre couleur, où nous vivons ou qui nous sommes, nous sommes tous esclaves de notre planète paradisiaque, notre maison ».
Cette idée d'unité au sein de l'espèce humaine est quelque chose qu'Idan Zareski souhaite exprimer à travers son travail. L'artiste détourne et transforme l'anatomie humaine dans ses sculptures, amplification des parties du corps, attitude relaxante, dramatisation, couleurs généreuses variant du violet métallique au vert vif. Ces éléments contribuent à surprendre le public, tout en véhiculant un message tranquille et paisible. Une observation plus détaillée des sculptures révèle une réflexion et une critique de notre propre humanité, ces membres de la famille portent tous un message de conscience sur les différences et les origines culturelles.

### Une famille de globe-trotters
Les membres de la famille Bigfoot sont présents dans divers endroits du monde (Amérique latine, Amérique du Nord, Europe et Asie). Idan Zareski trouve son expression artistique autant dans les sculptures monumentales que dans les plus petites, et ses œuvres d'art se retrouvent désormais dans divers musées, galeries, expositions artistiques, hôtels de luxe et parcs : Miami (USA), New York City (USA), Monaco ou San Jose (Costa-Rica) font partie des différentes villes .

## Hommage
La commune du Touquet-Paris-Plage, qui a accueilli les œuvres d'Idan Zareski, lui rend hommage en apposant une plaque, avec la signature et les empreintes des mains de l'artiste, sur le sol du jardin des Arts.

## Galerie de photographies
Tilsitt Gallery, Porto, Portugal

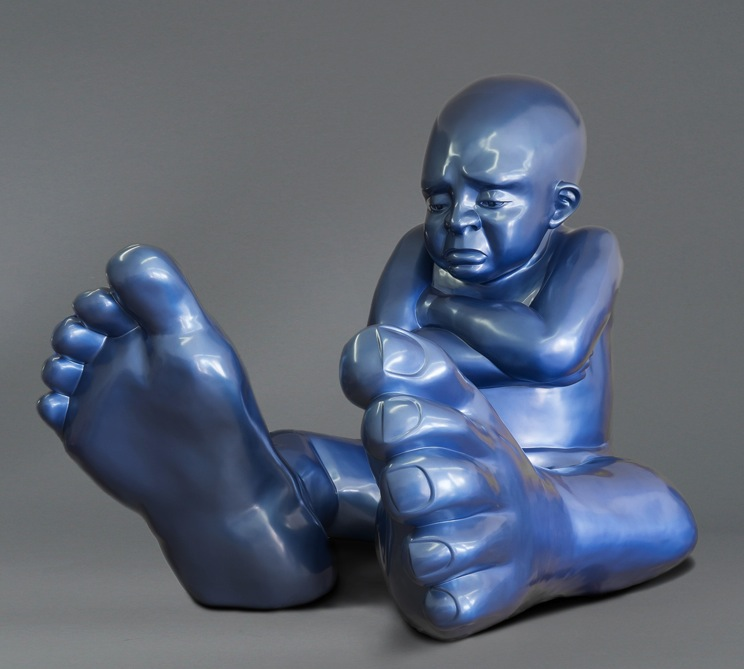
Babyfoot par Idan Zareski.

- Markowicz Fine Art à Miami, Floride [12] et Dallas, Texas
- Bel air Fine Art - France
- Klaus Steinmetz Contemporary - San Jose, Costa Rica [13]
- LGM Galeria - Colombie
- Galerie PrestaArt - France
- Galerie Gervais et Gautret - Ibiza, Espagne

## Expositions
- Miami Art Week 2019 Contexte-Art Miami
- Giardini della Marinaressa, Biennale di Venezia, Italie - mai-novembre 2019
- Bel-Air Fine Art Crans-Montana, Suisse - mars 2019
- Art Up! - Lille, France - mars 2019
- Bel-Air Fine Art Geneva Solo Show, Suisse - janvier 2019
- Saint Tropez - France - juillet 2018
- Le Touquet Paris Plage - France - été 2018
- Art Miami 2017 - Miami, Floride - décembre 2017
- BARCU 2017 (Bogotá Arte y Cultura) - Bogota, Colombie - octobre 2017
- Art Baku - Bogota, Colombie - octobre 2017
- Antwerp Art Fair - août 2017
- FAM - Marché Bonsecours - Montréal, Canada - juin 2017
- art3f - Toulouse, France - février 2017
- art3f - Paris, France - janvier 2017
- LuxExpo - Luxembourg - décembre 2016
- art3f - Nice, France - octobre 2016
- Art Tentation - Monaco, France - septembre 2016
- Art Tentation - Isle-sur-la-Sorgue, France - août 2016
- Solo Show Panama, Steinmetz Contemporary - octobre 2015
- Best of France - New York, États-Unis - septembre 2015
- Mouche Gallery - Beverly Hills, États-Unis - avril 2015
- Valoarte - San Jose, Costa Rica - septembre 2014
- Village de marques - Nailloux, France - juin 2014
- Miami Design District "Art Garden" - Miami, États-Unis - janvier 2014
- Art Southampton - New York, États-Unis - juillet 2014
- Escazu - San Jose, Costa Rica - février 2013[14]
- Context Art Miami - Miami, États-Unis - décembre 2013
- NAO Cartagena - Cartagena, Colombie - octobre 2013Minifoot par Idan Zareski.

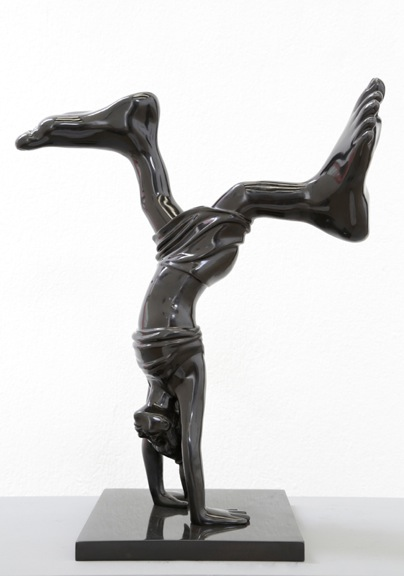
Minifoot par Idan Zareski.

- Stade Pierre Mauroy - Lille, France - mai 2013
- Cologny, Suisse - janvier 2013
- Jardin botanique - Miami Beach, États-Unis - mars 2012 [15]
- Context Art Miami - Miami, États-Unis - décembre 2012
- Carla-Bayle, France - août 2012
- Festival Puccini - Torre del Lago, Italie - août 2012
- Champ d'application Bâle - Bâle, Suisse - juin 2012 [16]
- Top Marques Monaco - Monaco - mai 2012
- Art Monaco - Monaco - avril 2012
- Scope Miami - Miami, États-Unis - décembre 2011
- ARTBO - Bogota, Colombie - octobre 2011 [17]
- Jacob Karpio Who Galeria - Costa Rica - octobre 2011[18]
- Valoarte - San Jose, Costa Rica - septembre 2011[19]
- Metalogik - Hôtel Villa Caletas / Zephyr Palace, Costa Rica - juillet 2011 (organisé et présenté par Jacob Karpio)
- Via Lindora - Santa Ana, Costa Rica - mars 2011
- Mazères, France - septembre 2008
- Montélimar, France, Drôme (place de la mairie)